# Trichophilus welckeri
Espèce
Trichophilus welckeri est une espèce d'algues vertes placée dans une famille incertae sedis et un ordre incertae sedis dans la classe des Ulvophyceae. 
Elle vit de façon commensale sur les poils de paresseux. Ces algues donnent sa couleur à la fourrure de l'animal et lui permettent de se camoufler dans les feuillages. 